# Beauport
Beauport – jedna z sześciu dzielnic miasta Québec. Obejmuje obszar włączonego do Québecu w 2002 roku miasta o tej samej nazwie. 

## Historia
Miasto Beauport zostało założone jako seniorat Roberta Giffarda w 1634 roku. W 1976 roku miasto znacznie się powiększyło poprzez wchłonięcie pobliskich miejscowości (Giffard, Saint-Michel-Archange, Villeneuve, Montmorency i Courville et Sainte-Thérèse-de-Lisieux), ostatecznie zostało włączone do miasta Québec w 2002 roku.

## Poddzielnice
Beauport jest podzielone na 5 poddzielnic:
- Vieux-Moulin
- Chutes-Montmorency
- Quartier 5-4
- Quartier 5-2
- Quartier 5-1

## Współpraca
Miejscowość partnerska:
- Etterbeek, Belgia